# دوري كرة القدم التشيكي الدرجة الأولى 2011–12
دوري كرة القدم التشيكي الدرجة الأولى 2011–12 هو موسم من دوري كرة القدم التشيكي الدرجة الأولى ‏. أشرف على تنظيمه اتحاد جمهورية التشيك لكرة القدم، وفاز فيه AC Sparta Prague (women) ‏.